# جری شاتزبرگ
جری شاتزبرگ (به انگلیسی: Jerry Schatzberg) (زاده ۲۶ ژوئن ۱۹۲۷) عکاس و کارگردان آمریکایی است

## اوایل زندگی
شاتزبرگ در یک خانواده یهودی فروشنده خز در شهر برانکس به دنیا آمد و در آن جا بزرگ شد. او برای مجله‌هایی از قبیل ووگ و مک کالس به عنوان عکاس فعالیت داشت.
در دههٔ ۶۰ وی عکس‌های پرتره فراوانی از شخصیت‌های برجسته دنیا مانند باب دیلان، فرانسیس فورد کاپولا، فیدل کاسترو، اندی وارهول، میلوش فورمن و فی داناوی گرفت که بسیار مشهور گردیدند. عکس پرتره وی از فی داناوی به عنوان پوستر رسمی شصت و چهارمین دوره جشنواره فیلم کن معرفی شد.
وی اولین فیلم بلند سینمایی خود را در سال ۱۹۷۰ با نام معمای بچه سقوط کرده با شرکت فی داناوی ساخت. وحشت در نیدل پارک دومین ساخته شاتزبرگ با حضور آل پاچینو نامزد دریافت جایزه نخل طلایی جشنواره فیلم کن شد. وی در سال ۱۹۷۳ فیلم مترسک را ساخت که ماجرای دو شخصیت ماکس با بازی جین هاکمن و لیون با بازی آل پاچینو را روایت می‌کند؛ که هر یک به سویی می‌روند، ولی سرنوشت‌شان به هم گره می‌خورد. این فیلم توانست جایزه نخل طلایی جشنواره فیلم کن را به‌طور مشترک با فیلم مزدور از آن خود کند.
در دهه ۸۰ وی فیلم‌های سوءتعبیر شده بر اساس رمان قرن نوزدهمی فلورانس مونتگومری و مهارت شهرنشینی را با بازی کریستوفر ریوز و مورگان فریمن ساخت.
او در سال ۲۰۰۴ عضو هییئت ژوری جشنواره فیلم کن بود.

## زندگی شخصی
در سال ۱۹۶۸ شاتزبرگ پس از ۱۸ سال زندگی از همسرش کارین شاتزبرگ جدا شد.

## بخشی از فیلمشناسی
- معمای بچه سقوط کرده - ۱۹۷۰
- وحشت در نیدل پارک – ۱۹۷۱
- مترسک – ۱۹۷۳
- اغوای جو تاینن – ۱۹۷۹
- داوید بن گوریون – ۱۹۹۲